# Norddeutsche Fußballmeisterschaft 1924/25

Der Hamburger SV wurde zum fünften Mal hintereinander norddeutscher Fußballmeister

Die norddeutsche Fußballmeisterschaft 1924/25 war die 19. vom Norddeutschen Fußball-Verband ausgetragene Fußballmeisterschaft. Sieger wurde der Hamburger SV durch ein 2:1-Erfolg im Entscheidungsspiel gegen Altona 93. Durch diesen Sieg qualifizierte sich die Hamburger für die Deutsche Fußballmeisterschaft 1924/25, bei der sie jedoch bereits im Achtelfinale am FSV Frankfurt mit 1:2 nach Verlängerung scheiterten. Erstmals durfte jeder Verband einen zweiten Teilnehmer zur Endrunde um die deutsche Fußballmeisterschaft nominieren. Im Gebiet des NFV qualifizierte sich daher fortan der Vizemeister ebenfalls für die deutsche Fußballmeisterschaft. Altona 93 erreichte das Viertelfinale, welches mit 0:2 gegen den Duisburger SpV verloren ging.

## Modus und Übersicht
Der Spielbetrieb fand zuerst in den sieben regionalen Bezirken Groß-Hamburg, Lübeck-Mecklenburg, Nordhannover, Schleswig-Holstein, Strelitz-Vorpommern, Südhannover-Braunschweig (ehemals Südkreis) und Weser/Jade (ehemals Westkreis) statt. Bis auf die Bezirksligen in Lübeck-Mecklenburg, Nordhannover und Strelitz-Vorpommern waren die restlichen Bezirksligen nochmals in zwei Staffeln unterteilt. Die Bezirksmeister und, mit Ausnahme Lübeck-Mecklenburg, Nordhannover und Strelitz-Vorpommern, ebenfalls die Bezirksvizemeister, qualifizierten sich für die norddeutsche Endrunde.
| Bezirk                   | Meister                | Vizemeister         |
| ------------------------ | ---------------------- | ------------------- |
| Groß-Hamburg             | Altona 93              | Hamburger SV        |
| Lübeck-Mecklenburg       | Schweriner FC 03       |                     |
| Nordhannover             | VfR Harburg            |                     |
| Schleswig-Holstein       | Holstein Kiel          | FVgg Kilia Kiel     |
| Strelitz-Vorpommern      | Stralsunder SV 07      |                     |
| Südhannover-Braunschweig | Eintracht Braunschweig | SV Arminia Hannover |
| Weser-Jade               | Bremer SV              | VfB Komet Bremen    |

## Bezirksliga Groß-Hamburg
Die Bezirksliga Groß-Hamburg war in dieser Spielzeit erneut in die Gruppen Alsterkreis und Elbekreis unterteilt. Die Sieger beider Staffeln qualifizierten sich für das Finale um die Fußballmeisterschaft Groß-Hamburgs, beide Vereine waren ebenfalls für die norddeutsche Endrunde qualifiziert.

### Alsterkreis
| Pl. | Verein                | Sp. | S  | U | N  | Tore    | Quote | Punkte |
| --- | --------------------- | --- | -- | - | -- | ------- | ----- | ------ |
| 1.  | Hamburger SV (NM) (M) | 14  | 13 | 0 | 1  | 076:120 | 6,33  | 26:20  |
| 2.  | Eimsbütteler TV       | 14  | 9  | 1 | 4  | 038:160 | 2,38  | 19:90  |
| 3.  | SC Victoria Hamburg   | 14  | 7  | 4 | 3  | 029:150 | 1,93  | 18:10  |
| 4.  | SV St. Georg          | 14  | 7  | 2 | 5  | 024:280 | 0,86  | 16:12  |
| 5.  | SpVgg Polizei Hamburg | 14  | 5  | 4 | 5  | 022:300 | 0,73  | 14:14  |
| 6.  | FC St. Pauli a        | 14  | 3  | 3 | 8  | 015:360 | 0,42  | 09:19  |
| 7.  | Wandsbeker FC (N)     | 14  | 3  | 1 | 10 | 017:360 | 0,47  | 07:21  |
| 8.  | SC Concordia Hamburg  | 14  | 1  | 1 | 12 | 013:610 | 0,21  | 03:25  |

| (NM) | norddeutscher Titelverteidiger |
| (M)  | Titelverteidiger Groß-Hamburg  |
| (N)  | Aufsteiger                     |

### Elbekreis
| Pl. | Verein                   | Sp. | S  | U | N  | Tore    | Quote | Punkte |
| --- | ------------------------ | --- | -- | - | -- | ------- | ----- | ------ |
| 1.  | Altona 93                | 14  | 13 | 1 | 0  | 104:130 | 8,00  | 27:10  |
| 2.  | Union 03 Altona          | 14  | 9  | 1 | 4  | 045:290 | 1,55  | 19:90  |
| 3.  | St. Pauli Sportverein    | 14  | 7  | 3 | 4  | 040:210 | 1,90  | 17:11  |
| 4.  | Ottensener SV 07         | 14  | 6  | 1 | 7  | 027:450 | 0,60  | 13:15  |
| 5.  | Rothenburgsorter FK 1908 | 14  | 4  | 4 | 6  | 023:310 | 0,74  | 12:16  |
| 6.  | SpVgg Blankenese         | 14  | 5  | 1 | 8  | 025:450 | 0,56  | 11:17  |
| 7.  | Holsatia Elmshorn (N)    | 14  | 3  | 3 | 8  | 018:510 | 0,35  | 09:19  |
| 8.  | SC Nienstedten 1907      | 14  | 2  | 0 | 12 | 019:660 | 0,29  | 04:24  |

| (N) | Aufsteiger |

### Finalspiel Groß-Hamburg
|                                   | Ergebnis |                              |
| --------------------------------- | -------- | ---------------------------- |
| Hamburger SV (Sieger Alsterkreis) | 2:3      | Altona 93 (Sieger Elbekreis) |

### Relegationsrunde Groß-Hamburg
In der Relegationsrunde trafen die jeweils letztplatzierten Vereine beider Staffeln auf die Sieger der vier zweitklassigen A-Klassen. Da sich beide Erstligisten durchsetzen konnten, gab es in dieser Spielzeit keine Absteiger und keiner Aufsteiger zur kommenden Spielzeit.
| Pl. | Verein                                                 | Sp. | S | U | N | Tore    | Quote | Punkte |
| --- | ------------------------------------------------------ | --- | - | - | - | ------- | ----- | ------ |
| 1.  | SC Nienstedten 1907 (Letztplatzierter Staffel Elbe)    | 5   | 4 | 0 | 1 | 011:700 | 1,57  | 08:20  |
| 2.  | SC Concordia Hamburg (Letztplatzierter Staffel Alster) | 5   | 4 | 0 | 1 | 014:900 | 1,56  | 08:20  |
| 3.  | SC Komet Hamburg (Sieger A-Klasse Staffel 4)           | 5   | 2 | 1 | 2 | 007:900 | 0,78  | 05:50  |
| 4.  | FC Adler Eiderstedt (Sieger A-Klasse Staffel 1)        | 4   | 2 | 0 | 2 | 009:900 | 1,00  | 04:40  |
| 5.  | SC Sperber Hamburg (Sieger A-Klasse Staffel 2)         | 4   | 0 | 2 | 2 | 007:900 | 0,78  | 02:60  |
| 6.  | SC Unitas Hamburg (Sieger A-Klasse Staffel 3)          | 5   | 0 | 1 | 4 | 007:120 | 0,58  | 01:90  |

## Bezirksliga Lübeck-Mecklenburg
Die Bezirksliga Lübeck-Mecklenburg wurde in dieser Spielzeit erneut in einer Staffel mit acht Mannschaften ausgetragen. Sieger wurde der Schweriner FC 03. Aufsteiger Germania Wismar musste als Letztplatzierter in die Relegation, setzte sich in dieser aber gegen den Parchimer SC und den VfL Eutin durch und verblieb in der Bezirksliga.
| Pl. | Verein                      | Sp. | S  | U | N  | Tore    | Quote | Punkte |
| --- | --------------------------- | --- | -- | - | -- | ------- | ----- | ------ |
| 1.  | Schweriner FC 03            | 14  | 12 | 0 | 2  | 051:190 | 2,68  | 24:40  |
| 2.  | Lübecker BV Phönix          | 14  | 9  | 0 | 5  | 042:230 | 1,83  | 18:10  |
| 3.  | VfR Lübeck (M)              | 14  | 8  | 0 | 6  | 039:280 | 1,39  | 16:12  |
| 4.  | Lübecker SV 1913            | 14  | 7  | 1 | 6  | 020:180 | 1,11  | 15:13  |
| 5.  | Oldesloer SV                | 14  | 5  | 1 | 8  | 025:360 | 0,69  | 11:17  |
| 6.  | Rostocker SC 1895           | 14  | 5  | 0 | 9  | 024:440 | 0,55  | 10:18  |
| 7.  | VfL Schwerin                | 14  | 4  | 2 | 8  | 014:280 | 0,50  | 10:18  |
| 8.  | FC Germania 1904 Wismar (N) | 14  | 4  | 0 | 10 | 021:400 | 0,53  | 08:20  |

| (M) | Titelverteidiger Lübeck-Mecklenburg |
| (N) | Aufsteiger                          |

## Bezirksliga Nordhannover
Die Bezirksliga Nordhannover wurde, wie im Vorjahr, in einer Staffel mit acht Mannschaften ausgetragen. Schwarz-Weiß Harburg zog sich nach der Hinrunde zurück.
| Pl. | Verein                         | Sp. | S  | U | N | Tore    | Quote | Punkte |
| --- | ------------------------------ | --- | -- | - | - | ------- | ----- | ------ |
| 1.  | VfR Harburg (M)                | 13  | 11 | 2 | 0 | 046:900 | 5,11  | 24:20  |
| 2.  | SV Harburg 1924 b              | 13  | 6  | 5 | 2 | 021:100 | 2,10  | 17:90  |
| 3.  | Borussia Harburg               | 13  | 6  | 4 | 3 | 023:140 | 1,64  | 16:10  |
| 4.  | Viktoria Harburg (N)           | 13  | 4  | 3 | 6 | 019:260 | 0,73  | 11:15  |
| 5.  | Viktoria Wilhelmsburg          | 13  | 5  | 1 | 7 | 022:310 | 0,71  | 11:15  |
| 6.  | Wilhelmsburger FV 09           | 13  | 3  | 3 | 7 | 011:220 | 0,50  | 09:17  |
| 7.  | FC Normannia Harburg           | 13  | 3  | 2 | 8 | 019:410 | 0,46  | 08:18  |
| 8.  | FC Schwarz-Weiß 1924 Harburg c | 7   | 1  | 0 | 6 | 007:150 | 0,47  | 02:12  |

| (M) | Titelverteidiger Nordhannover |
| (N) | Aufsteiger                    |

## Bezirksliga Schleswig-Holstein
Die Bezirksliga Schleswig-Holstein wurde zu dieser Saison auf zwei Staffeln (Eider und Förde) erweitert. Beide Staffelsieger waren für die norddeutsche Endrunde qualifiziert, trafen aber zusätzlich in einem Finale aufeinander, um den schleswig-holsteinischen Bezirksmeister zu ermitteln.

### Staffel Eider
| Pl. | Verein                     | Sp. | S | U | N  | Tore    | Quote | Punkte |
| --- | -------------------------- | --- | - | - | -- | ------- | ----- | ------ |
| 1.  | FVgg Kilia Kiel            | 10  | 9 | 0 | 1  | 041:140 | 2,93  | 18:20  |
| 2.  | VfB Union-Teutonia Kiel    | 10  | 5 | 2 | 3  | 027:140 | 1,93  | 12:80  |
| 3.  | VfR Neumünster (N)         | 10  | 4 | 4 | 2  | 015:140 | 1,07  | 12:80  |
| 4.  | Borussia Gaarden           | 10  | 4 | 3 | 3  | 019:220 | 0,86  | 11:90  |
| 5.  | Preußen 1909 Itzehoe       | 10  | 3 | 1 | 6  | 016:240 | 0,67  | 07:13  |
| 6.  | VfL Nordmark Flensburg (N) | 10  | 0 | 0 | 10 | 007:370 | 0,19  | 0:20   |

| (N) | Aufsteiger |

### Staffel Förde
| Pl. | Verein                      | Sp. | S  | U | N  | Tore    | Quote | Punkte |
| --- | --------------------------- | --- | -- | - | -- | ------- | ----- | ------ |
| 1.  | Holstein Kiel (M)           | 10  | 10 | 0 | 0  | 049:600 | 8,17  | 20:0   |
| 2.  | SV Hohenzollern-Hertha Kiel | 10  | 7  | 1 | 2  | 032:180 | 1,78  | 15:50  |
| 3.  | VfL 1923 Kiel               | 10  | 5  | 1 | 4  | 022:240 | 0,92  | 11:90  |
| 4.  | Olympia Neumünster          | 10  | 3  | 3 | 4  | 024:190 | 1,26  | 09:11  |
| 5.  | Gaardener BV 1923 (N)       | 10  | 2  | 1 | 7  | 018:300 | 0,60  | 05:15  |
| 6.  | VfL Heide 05 (N)            | 10  | 0  | 0 | 10 | 007:550 | 0,13  | 0:20   |

| (M) | Titelverteidiger Schleswig-Holstein |
| (N) | Aufsteiger                          |

### Finalspiel Schleswig-Holstein
|                                      | Ergebnis |                                        |
| ------------------------------------ | -------- | -------------------------------------- |
| Holstein Kiel (Sieger Staffel Förde) | d6:2 d   | FVgg Kilia Kiel (Sieger Staffel Eider) |

## Bezirksliga Strelitz-Vorpommern
Der Bezirk Strelitz-Vorpommern wurde nach dieser Spielzeit im Zuge eines NFV-Verbandstag im Mai 1925 aufgelöst. Zur Spielzeit 1928/29 spielten die Vereine im Kreis Vorpommern-Rügen innerhalb des Bezirkes Pommern des Baltischen Rasen- und Wintersport-Verband.
| Pl. | Verein                   | Sp. | S | U | N | Tore    | Quote | Punkte |
| --- | ------------------------ | --- | - | - | - | ------- | ----- | ------ |
| 1.  | Stralsunder SV 07 (M)    | 4   | 4 | 0 | 0 | 017:200 | 8,50  | 08:0   |
| 2.  | BV 1919 Neustrelitz      | 4   | 3 | 0 | 1 | 018:700 | 2,57  | 06:20  |
| 3.  | FC 1914 Strelitz-Alt     | 4   | 3 | 0 | 1 | 013:700 | 1,86  | 06:20  |
| 4.  | SV 1899 Ostsee Stralsund | 4   | 2 | 0 | 2 | 012:700 | 1,71  | 04:40  |
| 5.  | SC Corso Strelitz-Alt    | 4   | 0 | 0 | 4 | 003:200 | 0,15  | 0:80   |
| 6.  | VfB Greifswald           | 4   | 0 | 0 | 4 | 000:200 | 0,00  | 0:80   |

| (M) | Titelverteidiger Strelitz-Vorpommern |

## Bezirksliga Südhannover-Braunschweig
Die Bezirksliga Südhannover-Braunschweig (letzte Saison hieß der Bezirk noch Südkreis) war in dieser Spielzeit erneut in zwei Staffeln unterteilt. Die beiden Staffelsieger qualifizierten sich für die norddeutsche Endrunde, ermittelten in einem Finale noch zusätzlich den Bezirksmeister Südhannover-Braunschweig.

### Staffel 1
| Pl. | Verein                 | Sp. | S  | U | N  | Tore    | Quote | Punkte |
| --- | ---------------------- | --- | -- | - | -- | ------- | ----- | ------ |
| 1.  | SV Arminia Hannover    | 14  | 13 | 0 | 1  | 053:150 | 3,53  | 26:20  |
| 2.  | Niedersachsen Hannover | 14  | 8  | 0 | 6  | 021:200 | 1,05  | 16:12  |
| 3.  | VfB Peine              | 14  | 7  | 1 | 6  | 024:240 | 1,00  | 15:13  |
| 4.  | Eintracht Hannover     | 14  | 6  | 2 | 6  | 025:230 | 1,09  | 14:14  |
| 5.  | Hannover 96            | 14  | 7  | 0 | 7  | 023:310 | 0,74  | 14:14  |
| 6.  | Goslarer SC 08         | 14  | 4  | 2 | 8  | 022:330 | 0,67  | 10:18  |
| 7.  | SV Linden 07 (N)       | 14  | 4  | 1 | 9  | 015:290 | 0,52  | 09:19  |
| 8.  | Germania Wolfenbüttel  | 14  | 4  | 0 | 10 | 024:320 | 0,75  | 08:20  |

| (N) | Aufsteiger |

### Staffel 2
| Pl. | Verein                      | Sp. | S  | U | N | Tore    | Quote | Punkte |
| --- | --------------------------- | --- | -- | - | - | ------- | ----- | ------ |
| 1.  | Eintracht Braunschweig (M)  | 14  | 13 | 0 | 1 | 054:900 | 6,00  | 26:20  |
| 2.  | Hannoverscher SC 02         | 14  | 7  | 2 | 5 | 042:230 | 1,83  | 16:12  |
| 3.  | Leu Braunschweig (N)        | 14  | 7  | 1 | 6 | 031:280 | 1,11  | 15:13  |
| 4.  | FSV Sport Rot-Weiß Hannover | 14  | 5  | 3 | 6 | 034:390 | 0,87  | 13:15  |
| 5.  | VfB Braunschweig            | 14  | 6  | 0 | 8 | 027:230 | 1,17  | 12:16  |
| 6.  | BV Werder Hannover          | 14  | 4  | 3 | 7 | 029:510 | 0,57  | 11:17  |
| 7.  | SpVgg Hildesheim 07         | 14  | 4  | 2 | 8 | 019:340 | 0,56  | 10:18  |
| 8.  | SV 06 Lehrte                | 14  | 4  | 1 | 9 | 021:500 | 0,42  | 09:19  |

| (M) | Titelverteidiger Südkreis |
| (N) | Aufsteiger                |

### Finalspiel Südhannover-Braunschweig
|                                        | Ergebnis |                                           |
| -------------------------------------- | -------- | ----------------------------------------- |
| SV Arminia Hannover (Sieger Staffel 1) | 0:1      | Eintracht Braunschweig (Sieger Staffel 2) |

## Bezirksliga Weser-Jade
Die Bezirksliga Weser-Jade (letzte Saison hieß der Bezirk noch Westkreis) wurde in dieser Spielzeit erneut in den Staffeln Weser und Jade ausgespielt. Die beiden Staffelsieger qualifizierten sich für die norddeutsche Endrunde, ermittelten in einem Finale aber noch zusätzlich den Bezirksmeister Weser-Jade.

### Staffel Weser
| Pl. | Verein                 | Sp. | S | U | N | Tore    | Quote | Punkte |
| --- | ---------------------- | --- | - | - | - | ------- | ----- | ------ |
| 1.  | VfB Komet Bremen (M)   | 12  | 8 | 3 | 1 | 034:160 | 2,13  | 19:50  |
| 2.  | SV Werder Bremen       | 12  | 8 | 1 | 3 | 046:230 | 2,00  | 17:70  |
| 3.  | ABTS Bremen            | 12  | 6 | 1 | 5 | 026:190 | 1,37  | 13:11  |
| 4.  | FV 1900 Woltmershausen | 12  | 6 | 0 | 6 | 027:230 | 1,17  | 12:12  |
| 5.  | Bremer BV Union (N)    | 12  | 5 | 2 | 5 | 027:280 | 0,96  | 12:12  |
| 6.  | SC 1909 Hemelingen     | 12  | 3 | 1 | 8 | 020:330 | 0,61  | 07:17  |
| 7.  | Geestemünder SC        | 12  | 1 | 2 | 9 | 016:540 | 0,30  | 04:20  |

| (M) | Titelverteidiger Westkreis |
| (N) | Aufsteiger                 |

### Staffel Jade
| Pl. | Verein                 | Sp. | S  | U | N | Tore    | Quote | Punkte |
| --- | ---------------------- | --- | -- | - | - | ------- | ----- | ------ |
| 1.  | Bremer SV              | 12  | 10 | 1 | 1 | 043:110 | 3,91  | 21:30  |
| 2.  | SV Frisia Oldenburg    | 12  | 5  | 2 | 5 | 031:270 | 1,15  | 12:12  |
| 3.  | VfB Wilhelmshaven e    | 12  | 5  | 2 | 5 | 018:220 | 0,82  | 12:12  |
| 4.  | FC Stern Bremen        | 12  | 5  | 1 | 6 | 020:240 | 0,83  | 11:13  |
| 5.  | VfB Oldenburg          | 12  | 4  | 2 | 6 | 019:290 | 0,66  | 10:14  |
| 6.  | FC Hohenzollern Bremen | 12  | 4  | 1 | 7 | 023:320 | 0,72  | 09:15  |
| 7.  | Eintracht Bremen       | 12  | 3  | 3 | 6 | 010:190 | 0,53  | 09:15  |

### Finale Weser-Jade
|                                         | Ergebnis |                                 |
| --------------------------------------- | -------- | ------------------------------- |
| VfB Komet Bremen (Sieger Staffel Weser) | 1:3      | Bremer SV (Sieger Staffel Jade) |

### Relegationsrunde Weser-Jade
In der Relegationsrunde trafen die jeweils letztplatzierten Vereine beider Staffeln auf die Sieger der vier zweitklassigen 1. Kreisklassen. Frisia Wilhelmshaven setzte sich durch und stieg auf, der Geestemünder SC verblieb dank des zweiten Platzes in der Bezirksliga. Eintracht Bremen erreichte hingegen nur den dritten Platz, was den Abstieg in die Zweitklassigkeit bedeutete.
| Pl. | Verein                                                 |
| --- | ------------------------------------------------------ |
| 1.  | Frisia Wilhelmshaven (Sieger 1. Kreisklasse Oldenburg) |
| 2.  | Geestemünder SC (Letztplatzierter Staffel Weser)       |
| 3.  | Eintracht Bremen (Letztplatzierter Staffel Jade)       |
| 4.  | FC Germania Leer (Sieger 1. Kreisklasse Ostfriesland)  |
| 5.  | Roland Delmenhorst (Sieger 1. Kreisklasse Bremen)      |
| 6.  | FC Wulsdorf (Sieger 1. Kreisklasse Unterweser)         |

## Endrunde um die norddeutsche Fußballmeisterschaft
Die Endrunde um die norddeutsche Fußballmeisterschaft fand erneut zuerst im K.-o.-System statt. Nach der Qualifikation trafen die siegreichen Mannschaften im Rundenturnier in einer Einfachrunde aufeinander, um den norddeutschen Fußballmeister zu ermitteln. Erstmals war ebenfalls der norddeutsche Vizemeister für die Endrunde um die deutsche Fußballmeisterschaft qualifiziert.

### Qualifikation
Gespielt wurde am 8. und 15. März 1925. Holstein Kiel erhielt als norddeutscher Pokalsieger ein Freilos.
|                                                                   | Ergebnis |                                                                  |
| ----------------------------------------------------------------- | -------- | ---------------------------------------------------------------- |
| SV Arminia Hannover (Vizemeister Bezirk Südhannover-Braunschweig) | 3:1      | VfB Komet Bremen (Vizemeister Bezirk Weser-Jade)                 |
| Bremer SV (Meister Bezirk Weser-Jade)                             | 0:1      | FVgg Kilia Kiel (Vizemeister Bezirk Schleswig-Holstein)          |
| Schweriner FC 03 (Meister Bezirk Lübeck-Mecklenburg)              | 2:6      | Altona 93 (Meister Bezirk Groß-Hamburg)                          |
| Stralsunder SV 07 (Meister Bezirk Strelitz-Vorpommern)            | 0:14     | Hamburger SV (Vizemeister Bezirk Groß-Hamburg)                   |
| VfR Harburg (Meister Bezirk Nordhannover)                         | 0:1      | Eintracht Braunschweig (Meister Bezirk Südhannover-Braunschweig) |

### Siegerstaffel
| Pl. | Verein                 | Sp. | S | U | N | Tore    | Quote | Punkte |
| --- | ---------------------- | --- | - | - | - | ------- | ----- | ------ |
| 1.  | Hamburger SV (NM)      | 5   | 2 | 3 | 0 | 010:600 | 1,67  | 07:30  |
| 2.  | Altona 93              | 5   | 3 | 1 | 1 | 020:110 | 1,82  | 07:30  |
| 3.  | Holstein Kiel          | 5   | 2 | 2 | 1 | 011:600 | 1,83  | 06:40  |
| 4.  | SV Arminia Hannover    | 5   | 2 | 1 | 2 | 006:120 | 0,50  | 05:50  |
| 5.  | Eintracht Braunschweig | 5   | 1 | 1 | 3 | 009:130 | 0,69  | 03:70  |
| 6.  | FVgg Kilia Kiel        | 5   | 0 | 2 | 3 | 007:150 | 0,47  | 02:80  |

| (NM) | norddeutscher Titelverteidiger |

Entscheidungsspiel Platz 1:
Da nach Beendigung der Einfachrunde der Hamburger SV und Altona 93 punktgleich waren, wurde ein Entscheidungsspiel um die norddeutsche Fußballmeisterschaft einberufen. Anders als im Finale um die Bezirksmeisterschaft Groß-Hamburgs konnte dieses Entscheidungsspiel der HSV knapp mit 2:1 erfolgreich gestalten. Die Endrunde der deutschen Fußballmeisterschaft hatte bereits begonnen, da jedoch beide Vereine sowieso für diese qualifiziert waren, wurde das Entscheidungsspiel um die norddeutsche Fußballmeisterschaft erst nach der deutschen Fußballmeisterschaft ausgetragen.
| Datum         |              | Ergebnis |           |
| ------------- | ------------ | -------- | --------- |
| 15. Juni 1925 | Hamburger SV | 2:1      | Altona 93 |